# Wenden (Westslaven)
Wenden is een verouderde benaming voor Slaven in het Duitse spraakgebied (Germania Slavica). De volksbenaming, die sinds de 12e eeuw in gebruik is, gaat terug op Oudhoogduitse voorlopers en werd gebruikt om zich te onderscheiden van ‘de anderen’. Naast de Slavische bewoners van gebieden langs en ten oosten van de Elbe ("Elbe-Slaven") werden ook de Slaven ten noorden van de Donau, in de Oberpfalz en in Oberfranken (Bavaria Slavica) en in de oostelijke Alpen met Wenden aangeduid. In Niederlausitz wordt de term vandaag de dag nog steeds gebruikt voor de Sorben. De inwoners van Stiermarken en Karinthië noemen hun Sloveense en Kroatische buren nog steeds Windische. Bovendien is de term in een groot aantal toponiemen bewaard gebleven, zoals Wendland.

## Etymologie

### Eerste vermeldingen
De term Wenden duikt in het Duitstalige spraakgebied voor het eerst op in geschreven bronnen rond het jaar 660. In boek IV van De Kronieken van Fredegar wordt de Latijnse versie van Winedi/Winodi/Winidi gebruikt als alternatieve aanduiding voor Slaven. Fredegar meldt dat de Wenden de Frankische koopman Samo tot koning hadden gekozen en dat de Slavische Sorben, die eveneens als Wenden worden aangeduid, zich onder leiding van hun prins Derwan bij hem aansloten. Elders in het boek is er sprake van dat Wenden zich onder leiding van een vorst Walluch in een niet meer te localiseren marca vinedorum (Wendenmark) tussen Pannonië en Beieren vestigden. Naast de Sorben worden ook twee andere grote stamverbanden van Elbe-Slaven uit de vroege middeleeuwen als Wenden aangeduid: de vorsten van de Wilzen staan in het jaar 789 in het Fragmentum chesnii als 'reges Winidorum' vermeld en in 810 wordt in de Annales Sancti Amandi over de Abodriten gesproken als de Wenedi.

### Begripsherkomst
De oorsprong van de term is onduidelijk. Volgen de meest gangbare verklaring is het woord afgeleid van de Veneti, hoewel dit volk etnisch niet verbonden zou zijn met de Wenden. Deze Veneti woonden aan de Oostzeekust. Hun herkomst is onbekend. De Romeinse auteur Plinius vermeldt ze voor de eerste keer in zijn Naturalis historia als Venetae en woonachtig ten oosten van de Weichsel (ook wel Vistula, tegenwoordig Wisla). Daarna schrijft Tacitus in zijn Germania dat aan de oostelijke rand van Germanië de Venedi leefden, tussen de Germaanse stammen en de Sarmaten in. Hij zag ze eerder als Germanen omdat ze “stevige huizen bouwen, schilden dragen, graag en goed te voet gaan, in tegenstelling tot de Sarmaten die thuis zijn met paard en wagen.” Daarentegen gaat het naar de mening van Claudius Ptolemaeus bij de door hem in zijn Geographia beschreven Uenedai om Sarmaten.
Rond het jaar 550 maakt Jordanes in zijn De origine actibusque Getarum (Geschiedenis van de Goten) melding van Venethi, die zich vanaf de bronnen van de Wisla over enorme afstanden hadden verspreid.
Het is onduidelijk of een verband is tussen de gelijknamige Veneti die in de oudheid aan de Adriatische Zee woonachtig waren, en de term Veneti en dus met die van de Wenden. De overeenkomst met de naam van de Keltische Veneti uit Noordwest-Gallië wordt in ieder geval wel als toevallig beschouwd.

### Wenden en Vandalen
Sinds de middeleeuwen worden Wenden en de van hen te onderscheiden Germaanse Vandalen steeds weer met elkaar vereenzelvigd en dat gebeurde lang niet altijd per ongeluk. In de 20e eeuw moest de vereenzelviging vooral nationalistische en revanchistische belangen en territoriale aanspraken rechtvaardigen. In Latijnse teksten werd vaak dezelfde term ('Vandali') voor Vandalen en Wenden gebruikt, bijvoorbeeld op de Corona Danica van 1618.
De Poolse kroniekschrijver Vinzenz Kadlubek bedacht de sage over Wanda om het nieuw gevormde hertogdom der Polanen een voorgeschiedenis te geven. In Kadlubek’s verhaal - dat veel weerklank vond en voor waar werd aangenomen - werden de Polen met de Vandalen vereenzelvigd en werd de rivier waaraan 'Wanda' en haar volk leefden, 'Wandalus' (Wisla) genoemd.
De slavist Aleksander Brückner constateerde over Kadlubek’s verdichtsel:

Van allen die zich ooit met de Poolse ontstaansgeschiedenis hebben beziggehouden, heeft er slechts één het correct gezien, de aartsbisschop Gregorius van Sanok uit Lwów in de XV eeuw. (...) (hij heeft) de verklaring van Mag. Vincentius van de hand gewezen (...) Gregorius zag terecht in dat alleen de verkeerde vergelijking 'Poloni is Vandali' Mag. Vincentius had verleid om zijn Vanda op te stellen en verwierp deze consequent; al zijn opvolgers waren minder voorzichtig en stapelden alleen maar fout op fout. Aangezien de Polen op geen enkele traditie konden bogen, heeft Mag. Vincentius de legendes verzonnen.

### 'Wendisch' en 'Windisch'
Het woord 'Windisch’ is de door umlautvorming afgeleide bijvoeglijke bepaling van het zelfstandig naamwoord Wenden. Het wordt vaak gebruikt als spraakvariant en synoniem voor ‘Wendisch’, zoals blijkt uit plaatsnamen in het stroomgebied van de Elbe. Zo woonden er vroeger Wenden in zowel Windischenbernsdorf als in Wendisch Evern.
De Sloveense taal wordt in het Duits van oudsher nooit ‘Wendisch’ genoemd, maar uitsluitend ‘Windisch’. Sinds de ineenstorting van de Habsburgse monarchie werd deze term om politieke redenen uitsluitend gebruikt voor de Sloveens-sprekenden in de Republiek Oostenrijk, om ze te onderscheiden van de Sloveens-sprekenden in Joegoslavië, respectievelijk in de Republiek Slovenië. In het huidige Oostenrijk is 'Windische' een gangbare naam voor de Karinthiërs die in het grensgebied wonen. Ook diegenen die deze taal (dialect) spreken, maar niet als Sloveens willen worden beschouwd, noemen zichzelf zo.
In de Oberpfalz komt het woord 'Windisch' niet alleen in familienamen terug, maar ook in plaatsnamen als Windischeschenbach en Windischbergerdorf. In de Oberpfalz troffen de Slaven dunbevolkte gebieden aan en vestigden zich daar in hun eigen dorpen, die van de Duitstalige bewoners van de omliggende dorpen of van de toenmalige autoriteiten Duitse namen kregen.

### 'Wendisch' en 'Sorbisch'
De Duitse benaming voor Slaven die vanouds in de Brandenburgse Neder-Lausitz woonden, is onderwerp van controverse. Vooral in de DDR werden de Slaven in de Neder- en Opper-Lausitz met de uniforme benaming Sorben aangeduid, maar veel inwoners van Neder-Lausitz beschouwen zichzelf Wenden om zich te onderscheiden van de Sorben in de Saksische Opper-Lausitz. In deze context wordt de Slavische taal in de Neder-Lausitz ook wel Wendisch of Neder-Sorbisch genoemd, waarvan het (Opper)-Sorbisch in de Opper-Lausitz verschilt. Tegenwoordig wordt alleen de term Sorbisch gebruikt om de culturele eenheid en erkende minderheid in de gehele Lausitz mee aan te duiden.

## Geschiedenis

### Vroege Slavische bewoning
Vanaf de 7e eeuw trokken Slaven de gebieden binnen die de Germaanse stammen tijdens de late Romeinse keizertijd en de Grote Volksverhuizing hadden verlaten. Archeologisch onderzoek van nederzettingen en grafvelden toont aan dat het bij de immigranten om kleine groepen in familieverband ging. Uit materiële overblijfselen en dendrochronologisch onderzoek van bouwhout komen migratieroutes vanuit Silezië langs de Oder naar voren, evenals vanuit Bohemen langs de Elbe noordwaarts. Oudere hypotheses over een migratie uit oostelijke richting zijn daarentegen niet bewezen.
In de eerste helft van de 7e eeuw vestigden de immigranten zich aanvankelijk in de gebieden aan weerszijden van de Elbe en de benedenloop van de Saale, alvorens vanaf het jaar 650 de noordelijker gelegen gebieden tot aan de Oostzee werden bereikt. Los van de verschillende onderzoeksbevindingen staat vast dat de afzonderlijke gebieden in duidelijk te onderscheiden tijden in verschillende mate werden bevolkt. Aan de hand van grafvondsten valt af te lezen dat de voor akkerbouw geschikte gronden in de Uckermark, het Havelland, de Bocht van Wismar of aan de Peene in Voor-Pommeren al in de 7e eeuw relatief dichtbevolkt waren. Andere gebieden volgden ondanks hun natuurlijke geschiktheid relatief laat, zoals bijvoorbeeld Ostholstein vanaf het jaar 700 en Rügen zelfs pas in de loop van de 8e eeuw. Andere regio’s, zoals bijvoorbeeld Neder-Lausitz, bleven vooralsnog dun- of zelfs onbevolkt.
Volgens een andere zienswijze zou het bij de kolonisatie van de gebieden langs de Elbe en de Oder niet om een deel van het vroegmiddeleeuwse Slavische expansieproces in Midden-Europa gehandeld hebben, maar om een 'Slavisering' van de overgebleven bevolking. Deze zouden het superieure culturele model van de Slaven hebben overgenomen, een gemeenschappelijke taal met hen hebben gesproken of een identiteitsvormend gemeenschapsbewustzijn hebben ontwikkeld op basis van een Frankische of Saksische benaming, bijvoorbeeld als Wenden. Uiteindelijk zou dit tot een Elbe-Slavische stam geleid hebben. Tegen deze zienswijze pleit dat er volgens de huidige inzichten tussen de Elbe en de Oder te weinig mensen woonden. Deze theorie moet onderscheiden worden van de nationalistisch gemotiveerde 'Slawenlegende', die stelt dat de Wenden in feite Germanen waren die ten onrechte voor Slaven zijn aangezien.
Een versmelting van stammen en stamverbanden (etnogenese) vond alleen plaats binnen de nieuw ontsloten nederzettingsgebieden. Een hoogtepunt in de West-Slavische ontwikkelingsgeschiedenis is de vroege 'staatsvorming' van de Abodriten in het gebied van het huidige Mecklenburg-Voor-Pommeren in de 11e eeuw. De Slaven vochten tegen de Denen en de Duitsers voor de hegemonie in het zuidelijke Oostzeegebied (bijvoorbeeld in de Wendische Kruistocht), maar verloren uiteindelijk. Er waren ook Slavische nederzettingen op de Deense eilanden Lolland en Falster.

### Stammen en stamverbanden
In bronnen uit het Oost-Frankisch Rijk wordt een groot aantal stammen en stamverbanden genoemd, vooral vanaf de 8e eeuw. De grootste verbanden waren die van de Abodriten in het noordwesten, de Wilzen en later de Lutizen in het noordoosten en de Sorben in het zuiden. Vaak is onduidelijk, wie achter deze namen schuil gaan. In tegenstelling tot wat in de 19e en 20e eeuw meestal werd aangenomen, zou het niet om vaste, homogene en scherp omlijnde groeperingen gaan. Veelmeer moet worden uitgegaan van vrij dynamische groeperingen waarvan de samenstelling steeds weer veranderde.
De zogeheten Geographus Bavarus uit het midden van de 9e eeuw geeft een opsomming van de destijds bekende stammen en het aantal hen toebehorende civitates – een nederzettingenkern met centrale burcht en bijbehorende nederzettingen en kleinere fortificaties – weer:
- Abodriten/Obodriten met meerdere deelstammen, tussen Kieler Fjord en Midden-Warnow:
  - Obodriten in engere zin van de Bocht van Wismar tot zuidelijk van de Schweriner See. Hoofdburchten: Dobin, Mecklenburg, Schwerin.
  - Wagrier in Ostholstein. Hoofdburcht: Starigard/Oldenburg in Holstein.
  - Polaben tussen de Trave en de Elbe, Lübeck.
  - Warnower aan de Boven-Warnow en Mildenitz.
  - Linonen aan de Elbe rond Lenzen (Lunzini).
  - Kessiner aan de Beneden-Warnow.
  - Zirzipanen tussen de rivieren Recknitz, Trebel en Peene.
- Wilzen
- Lutizen vanaf eind 10e eeuw met deelstammen:
  - Kessiner
  - Zirzipanen (na hun afscheiding van de Abodriten)
  - Tollenser, oostelijk en zuidelijk van de Peene aan de Tollensesee
  - Redarier, zuidelijk en oostelijk van de Tollensesee en aan de Overhavel
  - Zamzizi (Zamcici) in het Ruppiner Land
  - Retschanen in de regio Templin-Lychen en noordelijke Oberhavel
  - Rujanen/Ranen op Rügen
  - Ukranen aan de Uecker
  - Mürizer aan de Müritz
  - Dossanen aan de Dosse
  - Drevanen in het Hannoverschen Wendland
  - Bethenzer (ook Bethelici of Belczem) in de regio Goldberg (Mecklenburg)/Plau
  - Smeldinger aan de Elde
  - Morizani (ten noorden van de monding van de Saale aan de Elbe) met 11 civitates
  - Brizanen bij Havelberg
  - Heveller/Stodoranen in het midden van het Havelgebied en Havelland met 8 civitates
  - Sprewanen aan de beneden Dahme en Spree
  - Sorben in het Elbe-Saale-gebied met meerdere deelstammen zoals Colodic en Siusili, kleine gebieden (pagi) zoals Chutici en Plisni (rond Altenburg), Neletici (rond Wurzen en rond Torgau), Quesici/Quezizi (rond Eilenburg), die echter pas in de bronnen uit de 10e eeuw voorkomen. Volgens de Geographus Bavarus bestond het grondgebied van de Sorben uit ongeveer 50 civitates.

In de middeleeuwse bronnen zijn na het verval van de Sorbische hoofdstam van de Sorben duidelijk te onderscheiden:
- Daleminzier/Glomaci aan de Elbe en in de Lommatzscher Pflege
- Nisanen rond Dresden
- Milzener in de Opper-Lausitz rond Bautzen
- Besunzanen rond Görlitz
- Lusitzi in de Neder-Lausitz

### Oostkolonisatie
In de loop van de Oostkolonisatie vanaf de 11e eeuw, maar vooral in de 12e en 13e eeuw, kwam het tot een versmelting van de Elbe-Slaven met de Duitse kolonisten en tot de vorming van de groepen van Mecklenburgers, Pomeranen en Sileziërs.
Vooral in het oosten van Nedersaksen en Brandenburg verliep dit proces niet zonder economische verdringing en conflicten: Wenden werden uitgesloten van de gilden en de steden wezen hen speciale woonwijken toe, vooral nadat de pestepidemie van 1349/50 een toestroom van de Slavische plattelandsbevolking naar de steden had veroorzaakt. De Wenden werden vervolgens ingedeeld bij de horigen en ‘eerlozen’. Het was hen zelfs verboden om bier te brouwen.
Ook de West-Slavische talen en dialecten in het Heilige Roomse Rijk werden in een eeuwenlang proces van germanisering - vaak door opgelegde beperkingen - teruggedrongen. Al in 1293 werd in Anhalt het gebruik van de Wendische taal bij rechtszaken verboden. In 1327 gebeurde dat ook in Altenburg, Leipzig en Zwickau. In het dagelijks leven werd het echter nog steeds gesproken en Maarten Luther schold nog steeds over "Wendisch pratende" boeren rond Wittenberg. In sommige gebieden, zoals Wendland in Nedersaksen of in de Brandenburg-Saksische Lausitz, konden de Slaven hun culturele onafhankelijkheid en hun talen tot ver in de 18e eeuw of zelfs tot op de dag van vandaag behouden.

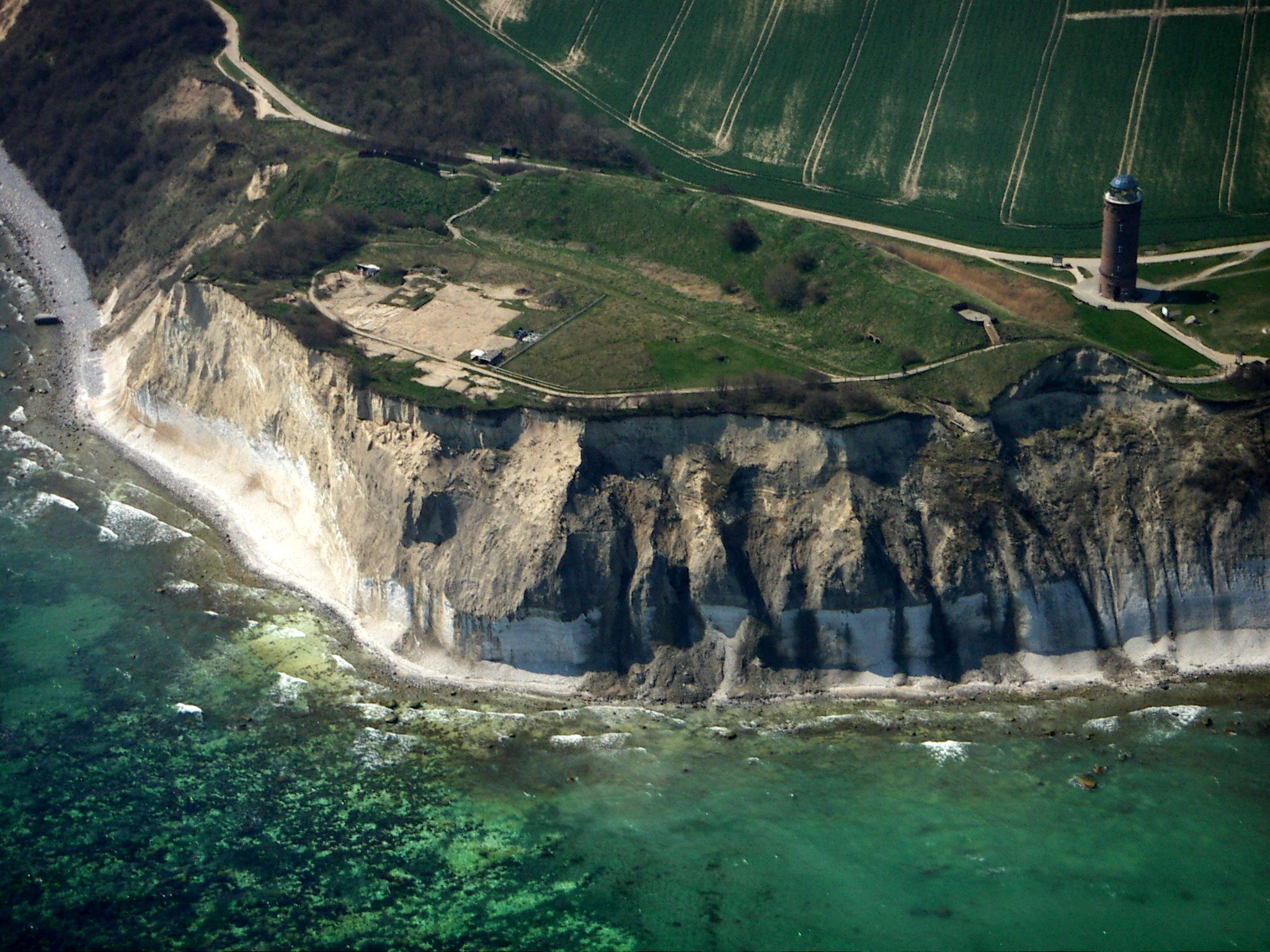
Walburcht Arkona

## Archeologie
In het gebied ten oosten van de Elbe en Saale zijn talloze archeologische getuigenissen van de cultuur van de Elbe- en Oostzee-Slaven te vinden. Het gaat onder meer om ringwalburchten en open nederzettingen, maar ook om materiële cultuur.
De eerste archeologische cultuurperiode was de Praagse cultuur in de 7e eeuw. Ze maakte plaats voor de groepen van de Feldberger Keramiek, de Menkendorfer Keramiek, de Leipziger groep en anderen.

## Cultuur

### Nederzettingsvormen
Kenmerkend voor de nederzettingsvorm van de Wenden zijn de Rundling-dorpen (Poolse naam: okolnica). Deze dorpsvorm, die in de middeleeuwen is ontstaan tijdens de kolonisatie van het binnenland, kent een hoefijzervormige opstelling van boerderijen en percelen. Het verspreidingsgebied strekt zich uit in stroken tussen de Oostzee en het Ertsgebergte in de toenmalige contactzone tussen Duitsers en Slaven. De ringdorpen zijn het best bewaard gebleven in de economisch zwakke regio van het Wendland en in Prignitz. De Slavische ringdorpen zijn nog niet uitgebreid archeologisch onderzocht.

### Religie en cultus
Tot in de 11e en 12e eeuw overheersten niet-christelijke culten de noordelijke Elbe-Slaven. Aanvankelijk dienden heilige bosjes en wateren als gebedsplaatsen, maar in de 10e en 11e eeuw ontstonden geleidelijk een priesterschap en gebedsplaatsen met vaak een bovenregionale betekenis. Voorbeelden hiervan zijn de tempelburchten op Kaap Arkona (Rügen) en in Rethra. Belangrijke Slavische goden waren Radegast en Triglaw. Andere Slavische goden werden hier ook vereerd, maar meer dan elders was dit stam-gerelateerd.
De Slaven in de Elbe-Saale-regio en in Lausitz kwamen al eerder onder invloed van de christelijke kerk. In 968 kwam de kerstening op stoom met de oprichting van het aartsbisdom Maagdenburg en de suffragaanbisdommen Zeitz, Merseburg en Meissen. In de meer noordelijke gebieden van Mecklenburg, Pommeren en Brandenburg, die zich door de Slavische opstand van 983 meer dan 200 jaar aan de heerschappij van het Heilige Roomse Rijk en het christelijke zendingswerk wisten te onttrekken, werd de kerstening pas in de 13e eeuw op veel plaatsen voltooid.

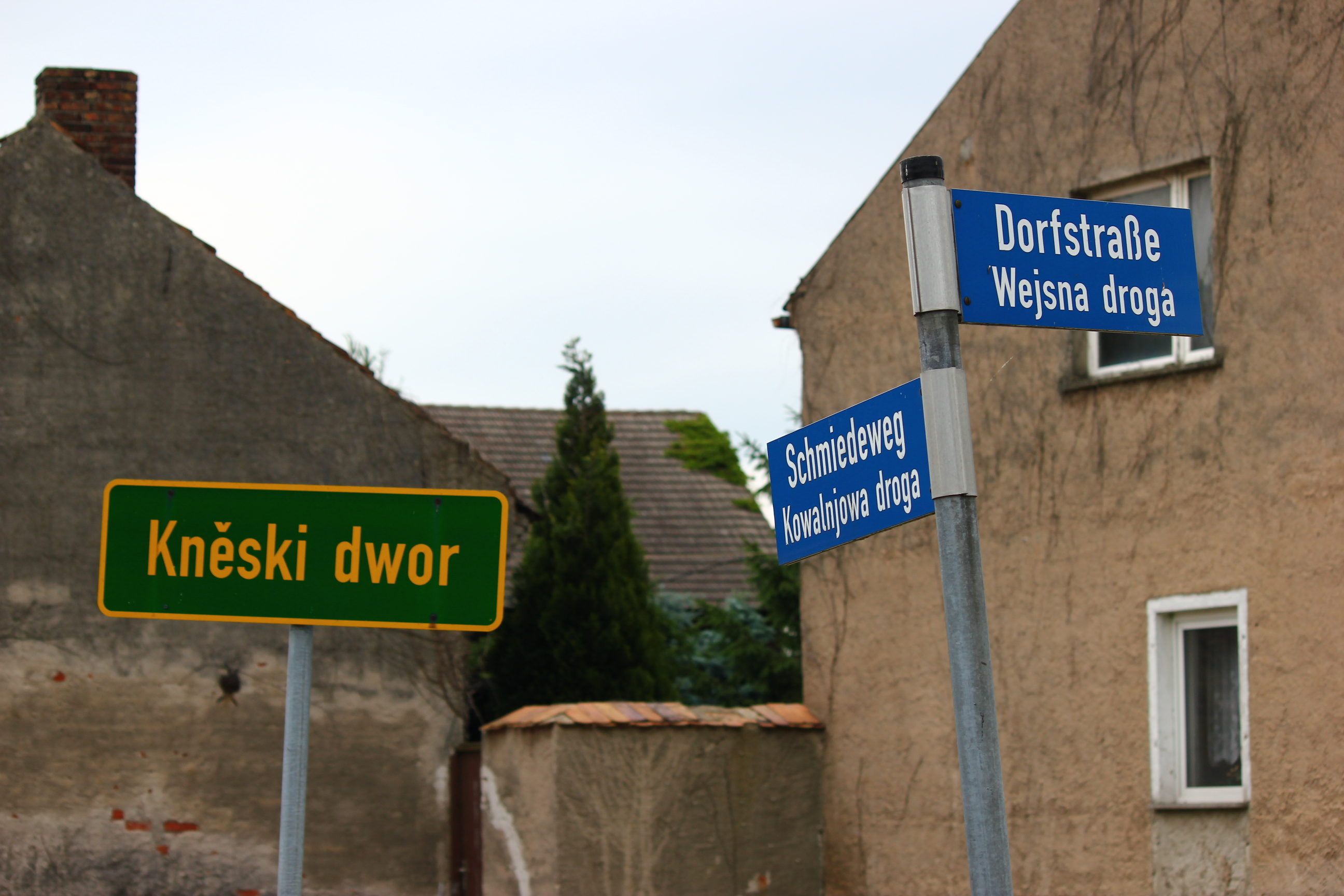
Tweetalige straatnaamborden in Dissen-Striesow, Duitsland

### Taal
Eeuwenlang was het Duitse Rijk ten oosten van de Elbe en Saale tweetalig. Naast de Duitse dialecten werden er nog lange tijd West-Slavische talen en dialecten gesproken. In de 15e eeuw stierf het dialect van de Ranen op het eiland Rügen uit, pas in de 18e eeuw het Polabisch van de Drevanen/Drevänopolaben in het Wendland. Het protestantse deel van de Kasjoeben, de Slovinzen in Pommeren, verloren rond 1900 hun Kasjoebisch idioom, maar verder naar het oosten wordt het Kasjoebisch nog steeds gesproken in het voormalige West-Pruisen en het huidige woiwodschap Pommeren in Polen. Naast het Kasjoebisch is het Sorbisch van de Sorben in Lausitz de enige overgebleven taal van de Wenden. Het aantal sprekers van het Sorbisch wordt vandaag de dag geschat op 20.000 tot 30.000 mensen, rond 1900 waren dat er nog ongeveer 150.000. Het Kasjoebisch wordt nog door 50.000 mensen als alledaagse taal gebruikt.

## Onderzoeksgeschiedenis
Contemporaine kroniekschrijvers – in het bijzonder Thietmar van Merseburg, Adam van Bremen, Helmold von Bosau en Saxo Grammaticus – beschreven al historische gebeurtenissen van de Wenden. In de 15e eeuw waren de Wenden bijna volledig geïntegreerd in de "nieuwe stammen" die in het kader van de Duitse Oostkolonisatie waren ontstaan in het gebied tussen de Elbe en de Oder, de Oostzee en de regio Fläming. De Hamburgse geleerde Albert Krantz schreef in 1519 het eerste grote overzicht van de geschiedenis van de Wenden. De titel Wandalia van zijn ‘Beschrijving van de Wendische Geschiedenis’ laat zien dat hij - afgaande op Romeinse schrijvers uit de oudheid - de Wenden ten onrechte beschouwde als afstammelingen van de Vandalen (niet de Veneti), dus als een Oost-Germaanse stam. Deze onjuiste vereenzelviging kwam al in de middeleeuwen voor.
In zijn werk verwijst Krantz steeds weer naar de beroemde kroniekschrijvers Adam, Thietmar, Helmold en Saxo, waarbij hij vooral de lovenswaardige aspecten benadrukt, zoals bijvoorbeeld de door Adam beschreven pracht van de stad Vineta. Hij benoemt ook het heidendom van de Slaven, maar zonder de gebruikelijke afkeer omdat de Wenden voor Krantz afstamden van de Germanen, die ook heidens waren. In hun strijd tegen het Roomse Rijk verschillen de Wenden voor hem niet van de Denen. Krantz behandelt alle Slavische volkeren van Europa, maar centraal staat het grondgebied van de Obotrieten, waar het "Wendische kwartier" van de Hanzebond is ontstaan.
De historici Johann Christoph Bekmann (1641-1717) en Jacob Paul von Gundling (1673-1731) verwijzen in hun geschiedkundige werken Historische beschrijving van de Chur en Mark Brandenburg en Leven en daden van de heer Albrecht de Eerste, Markgraaf van Brandenburg expliciet naar de "beroemde schrijver Crantzius", maar hebben niets nieuws aan zijn visie op de Wenden toegevoegd. Alle drie kenden ze alleen fragmenten van de belangrijkste bron voor de creatie van de Mark Brandenburg (namelijk de 13e-eeuwse Heinrich von Antwerpen), en zonder kennis van de context en de auteur.
Dit was ook de stand van inzicht van Fontane toen hij in 1873 het hoofdstuk "De Wenden en de kolonisatie van de Mark door de Cisterciënzers" schreef in het deel "Havelland" van zijn Wanderungen durch die Mark Brandenburg. Net als Bekmann en Gundling nam hij van Krantz de sleutelwoorden "moord en verdrijving van de Wenden door de Saksen" en "kolonie" ("Oost-kolonisatie") over. Zonder de bron Heinrich von Antwerpen (en de huidige onderzoeksresultaten) waren zij zich er niet of onvoldoende van bewust dat Albrechts tijdgenoten Pribislaw-Heinrich van Brandenburg en Jaxa van Köpenick vanaf hun geboorte christenen waren, zoals bijna alle Slavische vorsten uit die tijd. Zij waren ook niet op de hoogte van het erfcontract dat Pribislaw aan het begin van zijn regeerperiode met Albrecht had gesloten met betrekking tot zijn opvolging in Hevellerland. De twee klassieke topoi van de geschiedschrijving over de Wenden in de Mark Brandenburg, namelijk "bloedige strijd" en "kerstening", hebben daarom niet de betekenis die de hedendaagse populaire literatuur nog steeds aan hen toekent. Het erfcontract met Pribislaw en het christendom van Jaxa worden nu weliswaar correct vermeld, maar zonder dat het algemene beeld van de Wenden als strijdlustige heidenen zonder cultuur wordt gecorrigeerd. Dit is des te verbazingwekkender omdat de Hamburgse staatsman Krantz, die aan het begin van de geschiedschrijving over de Wenden stond, het als een eer beschouwde om van de Wenden af te stammen.

## Plaatsnamen
Onderstaande plaatsen en stadsdelen hebben de woorden Wenden, Wendisch of ook Windisch in de naam en duiden daarmee – althans voor een deel – op een Wendische oorsprong. Niet in alle gevallen staat bij de plaatsnamen onomstotelijk vast dat de plaats een nederzetting van de Wenden was. Sommigen liggen daarvoor te ver in het Duitse kerngebied ten westen van Elbe; hun plaatsnamen kunnen zijn afgeleid van de pre-historische beekbenaming 'wend'. Met de toevoeging wendisch kan ook een richting beschreven zijn.
- Diverse plaatsen geheten Wendorf, Wenddorf en Wendtorf
- Wendeburg bij Braunschweig, Nedersaksen
- Wehnde im Eichsfeld, Thüringen
- Wenden, tot 1920 de naam van de stad Cēsis in Letland
- Wenden (Sauerland) in Kreis Olpe, Noordrijn-Westfalen
- Wenden, in Ebhausen, Baden-Württemberg
- Wenden in Stöckse, Nedersaksen
- Wenden in Braunschweig, Nedersaksen
- Wendenborstel in Steimbke, Nedersaksen
- Wendenschloß, buurtschap in Berlijn-Köpenick
- Wendehausen in Eichsfeld, Thüringen
- Wendessen in Nedersaksen
- Wendewisch in Nedersaksen
- Wendezelle in Nedersaksen
- Wendhausen in Lehre, Niedersachsen
- Wendisch Baggendorf in Mecklenburg-Voor-Pommeren
- Wendischbaselitz in Saksen (hoort tot vandaag tot het Sorbische vestigingsgebied)
- Wendischbora in Saksen
- Wendisch Buckow (1937–1945: Buckow (Pom.), Kreis Schlawe) in Pommeren (Polen)
- Wendisch Buckow (1937–1945: Buchenstein, Kreis Stolp) in Pommeren (Polen)
- Wendischbrome in Jübar in Saksen-Anhalt
- Wendisch-Cunnersdorf bei Löbau in der Oberlausitz (Saksen)
- Wendischfähre in de Saksische gemeente Rathmannsdorf
- Wendisch Evern in Nedersaksen
- Wendischhagen aan het Malchiner See in Mecklenburg-Voor-Pommeren
- Wendischhorst in Dähre in Saksen-Anhalt
- Wendisch Karstnitz (1937–1945: Ramnitz, Kreis Stolp) in Pommeren (Polen)
- Wendisch Musta (1937–1945: Birkfähre, Kreis Rothenburg) in Silezië (Polen)
- Wendisch Ossig (1937–1945: Warnsdorf (Neder-Silezië), Kreis Görlitz) in Neder-Silezië (Polen)
- Wendisch-Paulsdorf bei Löbau in Oberlausitz (Saksen)
- Wendisch Plassow (1937–1945: Plassenberg, Kreis Stolp) in Pommeren (Polen)
- Wendisch Pribbernow in Pommeren (Polen)
- Wendisch Priborn in Mecklenburg-Voor-Pommeren
- Wendisch Puddiger (1937–1945: Puddiger, Kreis Rummelsburg) in Pommeren (Polen)
- Wendisch Rambow, een dorp bij Schwerin in Mecklenburg-Voor-Pommeren
- Wendisch Rietz in Brandenburg
- Wendisch Sagar (1937–1945: Bobertal, Kreis Crossen (Oder)) in Brandenburg (Polen)
- Wendisch Silkow (1937–1945: Schwerinshöhe, Kreis Stolp) in Pommeren (Polen)
- Wendisch Tychow (1937–1945: Tychow, Kreis Schlawe) in Pommeren (Polen)
- Wendisch Waren in Mecklenburg-Voor-Pommeren
- Wendland in Nedersaksen
- Wendschott in Wolfsburg, Nedersaksen
- Wendsee in Brandenburg an der Havel (Brandenburg)
- diverse plaatsen genaamd Wentorf
- Wind, stadsdeel van Pommersfelden, Landkreis Bamberg, Beieren
- Windehausen, stadsdeel van Heringen/Helme, Landkreis Nordhausen, Thüringen
- Windischbergerdorf, bij Cham in der Oberpfalz, Beieren
- Windischenbach, gemeente Pfedelbach, Baden-Württemberg
- Windischenbernsdorf, stadsdeel van Gera, Thüringen
- Windischengrün, stadsdeel van Schauenstein, Beieren
- Windischenhaig, stadsdeel van Kulmbach, Oberfranken, Beieren
- Windischenlaibach, stadsdeel van Speichersdorf in Oberfranken, Beieren
- Windischeschenbach in de Oberpfalz, Beieren
- Windischgaillenreuth, stadsdeel von Ebermannstadt, Oberfranken
- Windischhausen in Mittelfranken, Beieren
- Windischholzhausen, wijk in Erfurt, Thüringen
- Windischletten, stadsdeel van Scheßlitz, Beieren
- Winterschneidbach, oorspronkelijke naam Windischschneidbach, stadsdeel van Ansbach, Beieren
- Windisch-Marchwitz in Silezië
- Windisch Kamnitz in Sudetenland
- Windisch Proben (Slovenské Pravno) in Slowakije

Opmerking: plaatsnamen op Windisch ten zuiden van de Donau moeten worden ingedeeld bij het nederzettingsgebied van de Karantanen/Sloveniërs, zoals in het begin is uitgelegd, en worden hier niet vermeld.
- Abtswind in Beieren
- Bernhardswend, stadsdeel van de Kreisstadt Dinkelsbühl, Mittelfranken, Beieren
- Bernhardswinden, nabij Ansbach, Mittelfranken, Beieren
- Bischwind, deel van de gemeente Ebern, Unterfranken, Beieren
- Brodswinden, nabij Ansbach, Mittelfranken, Beieren
- Burgwindheim in Beieren
- Dautenwinden, nabij Ansbach, Mittelfranken, Beieren
- Ditterswind, stadsdeel van Maroldsweisach, Unterfranken, Beieren
- Egloffswinden, nabij Ansbach, Mittelfranken, Beieren
- Förtschwind, stadsdeel van Höchstadt an der Aisch, Mittelfranken, Beieren
- Geiselwind in Beieren
- Geisenfeldwinden in Beieren
- Geroldswind, stadsdeel van Maroldsweisach, Unterfranken, Beieren
- Gräbenwinden, nabij Herrieden, Mittelfranken, Beieren
- Grimmschwinden, stadsdeel van Schnelldorf, Mittelfranken, Beieren
- Groß- en Kleinwenden, stadsdelen van Großlohra im Landkreis Nordhausen, Thüringen
- Herrnwinden, nabij Rothenburg ob der Tauber, Mittelfranken, Beieren
- Inwenden, in het dorp Oppin
- Kurzewind, nabij Ebern, Landkreis Haßberge, Beieren
- Labertswend, stadsdeel van Dürrwangen, Mittelfranken, Beieren
- Mechelwind, stadsdeel van Höchstadt an der Aisch, Mittelfranken, Beieren
- Meinhardswinden, nabij Ansbach, Mittelfranken, Beieren
- Morlitzwinden, nabij Leutershausen, Mittelfranken, Beieren
- Neidhardswinden, nabij Emskirchen, Mittelfranken, Beieren
- Poppenwind, stadsdeel van Auengrund, Thüringen
- Poppenwind, stadsdeel van Gremsdorf, Mittelfranken, Beieren
- Ratzenwinden, nabij Ansbach, Mittelfranken, Beieren
- Reinswinden, nabij Leutershausen, Mittelfranken, Beieren
- Reumannswind, stadsdeel van Wachenroth, Mittelfranken, Beieren
- Schweikartswinden, nabij Schillingsfürst, Mittelfranken, Beieren
- Thalwenden in Thüringen
- Veitswend, stadsdeel van Großen Kreisstadt Dinkelsbühl, Mittelfranken, Beieren
- Voccawind, stadsdeel van Maroldsweisach, Unterfranken, Beieren
- Walburgswinden, nabij Dietenhofen, Mittelfranken, Beieren
- Winden, nabij Leutershausen, Mittelfranken, Beieren
- Wolfartswinden, nabij Ansbach, Mittelfranken, Beieren

Talrijke plaatsnamen zijn ook als zodanig te herkennen aan hun typische Slavische uitgangen, bijvoorbeeld Rochlitz (typisch Slavische uitgang -itz) of Panitzsch (ook Slavische uitgang -itzsch). Deze komen vooral in Midden-Duitsland vaak voor, maar zijn ook daarbuiten wijdverbreid. Daarnaast zijn er ook veel plaatsnamen in het noordoosten van Duitsland met de bijna altijd Slavische uitgang -ow (in Duitsland als in het Sorbisch met een stille -w op het einde, bijv. uitspraak van Grabow, zoals "Graboh"), minder vaak met de eveneens Slavische uitgang -in, zoals Berlin of Schwerin. Ook talrijke andere plaatsnamen met andere uitgangen, zoals Dresden, Leipzig en Rostock, zijn ook van Slavische oorsprong.